# Ponad wszystko (album)
Ponad wszystko – trzeci album solowy polskiej piosenkarki Eweliny Lisowskiej. Wydawnictwo ukazało się 4 listopada 2016 roku nakładem wytwórni muzycznej Universal Music Polska.
Album zadebiutował na 44. miejscu polskiej listy sprzedaży – OLiS. Nagrania były promowane teledyskami do utworów „Zatrzymaj się”, „Prosta sprawa”, „Zrób to!” oraz „Niebo / Piekło (Jaro Remix)”.

## Lista utworów
| Nr  | Tytuł                                | Tekst               | Muzyka                                                | Czas |
| --- | ------------------------------------ | ------------------- | ----------------------------------------------------- | ---- |
| 1,  | "Czarny pas"                         | Ewelina Lisowska    | Ewelina Lisowska, Kuba Mańkowski, Damian Ukeje        | 3:53 |
| 2.  | "Zakochaj się"                       | Ewelina Lisowska    | Ewelina Lisowska, Kuba Mańkowski, Damian Ukeje        | 3:27 |
| 3.  | "Na noże"                            | Ewelina Lisowska    | Ewelina Lisowska, Kuba Mańkowski, Damian Ukeje        | 3:33 |
| 4.  | "W domu zabawek" feat. Czesław Mozil | Ewelina Lisowska    | Ewelina Lisowska, Kuba Mańkowski, Damian Ukeje        | 4:37 |
| 5.  | "Każdej nocy"                        | Ewelina Lisowska    | Ewelina Lisowska, Kuba Mańkowski, Damian Ukeje        | 3:53 |
| 6.  | "Mniej więcej"                       | Ewelina Lisowska    | Ewelina Lisowska, Kuba Mańkowski, Damian Ukeje        | 3:55 |
| 7.  | "Na chwilę"                          | Ewelina Lisowska    | Ewelina Lisowska, Kuba Mańkowski, Damian Ukeje        | 4:33 |
| 8.  | "W ogień?"                           | Ewelina Lisowska    | Ewelina Lisowska, Kuba Mańkowski, Damian Ukeje        | 3:05 |
| 9.  | "Każdej nocy II"                     | Ewelina Lisowska    | Ewelina Lisowska, Kuba Mańkowski, Damian Ukeje        | 4:11 |
| 10. | "Ponad wszystko"                     | Ewelina Lisowska    | Ewelina Lisowska, Kuba Mańkowski, Damian Ukeje        | 4:49 |
| 11. | "Zatrzymaj się"                      | Krystian Karolewski | Ewelina Lisowska, Filip Pacholczyk, Maciej Wiergowski | 3:04 |
| 12. | "Zrób to!"                           | Ewelina Lisowska    | Ewelina Lisowska                                      | 3:18 |
| 13. | "Prosta sprawa"                      | Ewelina Lisowska    | Ewelina Lisowska                                      | 3:19 |
| 14. | "Niebo / Piekło (Jaro Remix)         | Ewelina Lisowska    | Ewelina Lisowska                                      | 3:22 |
| 15. | "Prosta sprawa (P.D.A Remix)         | Ewelina Lisowska    | Ewelina Lisowska                                      | 3:01 |